# Земская почта Шацкого уезда
Зе́мская по́чта Ша́цкого уе́зда — земская почта, организованная земской управой Шацкого уезда Тамбовской губернии. Земская почта Шацкого уезда существовала с 1870 по 1918? год. В уезде выпускались собственные земские почтовые марки.

## История почты
Шацкая уездная земская почта была открыта 1 января 1870 года. В её задачи входила доставка служебной и частной корреспонденции.

## Выпуски марок

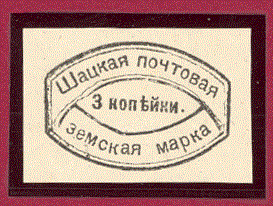
Марка Шацкого уезда (1884). Литография на сероватой бумаге, без зубцов)

Земские почтовые марки выпускались номиналом 3 копейки. В 1874 году плата за доставку частной корреспонденции была увеличена до 5 копеек.
Всего было выпущено 40 видов марок (по каталогу Шмидта), которые выпускались до 1916 года. Известны также 6 видов служебных земских марок (облаток)

## Цельные вещи
В уезде кроме почтовых марок с 1889 года выпускались маркированные почтовые конверты.

## Гашение марок

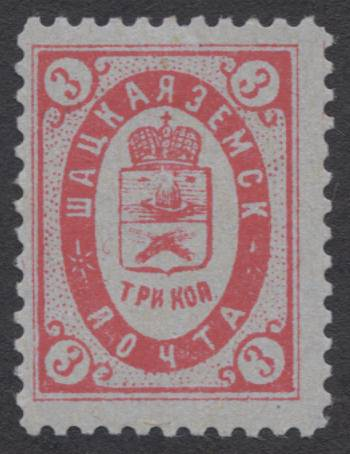
Марка Шацкого уезда 1889 г.,

Марки гасились чернилами путём указания даты, иногда места приема корреспонденции. Также использовались для гашения почтовые штемпеля различной формы.